# Lucia Rossi
Lucia Rossi (née le 8 septembre 1982 à Città di Castello) est une actrice italienne.

## Filmographie
Cinéma
- 2011 : Ex - Amici come prima! de  Carlo Vanzina
- 2012 :
  - Sàmara de Massimo D'Orzi 
  - La patente de Alessandro Palazzi
- 2014 : 
  - Un ragazzo d'oro de Pupi Avati
  - Tre tocchi de Marco Risi

Télévision
- 2008 :  Giovanna, commissaire (Distretto di Polizia) - épisode Abuso di potere de Alessandro Capone
- 2008-2009 : 
  - Distretto di polizia (TV Série) 
  - Crimini bianchi de Alberto Ferrari
  - La scelta di Laura de Alessandro Piva
- 2010 : Due mamme di troppo de Antonello Grimaldi
- 2011-2012 : Les Spécialistes : Rome (R.I.S. - Delitti imperfetti) (TV Série)
- 2015 : Squadra mobile de Alexis Sweet
- 2017 : L'Aquila grandi speranze de Marco Risi.

Théâtre
- Le Dissolute Assolte  de Luca Gaeta
- Vite parallele de Antonio Sebastian Nobili
- Shakespeare e Cervantes de Stefano Reali
- Boston Marriage de Marta Iacopini
- Musami o Vate alle Colonne del Vizio de Maria Elena Masetti Zannini
- Posta Prioritaria  de Marta Iacopini
- Alberto, Veronica e me de Giuseppe Talarico
- La truffa de Giuseppe Talarico
- Eroideide de Maria Elena Masetti Zannini
- Psicomico Revolution de Andrea De Rosa